# Air Scotland
Air Scotland (nom commercial de Greece Airways) était une compagnie aérienne écossaise à bas coûts, spécialisée dans les relations avec la Grèce et l'Espagne.

## Histoire
Elle a commencé ses opérations en 2003 et a pour ambition de devenir la compagnie nationale écossaise. Elle cessa ses opérations en 2005.